# Museum of Witchcraft and Magic

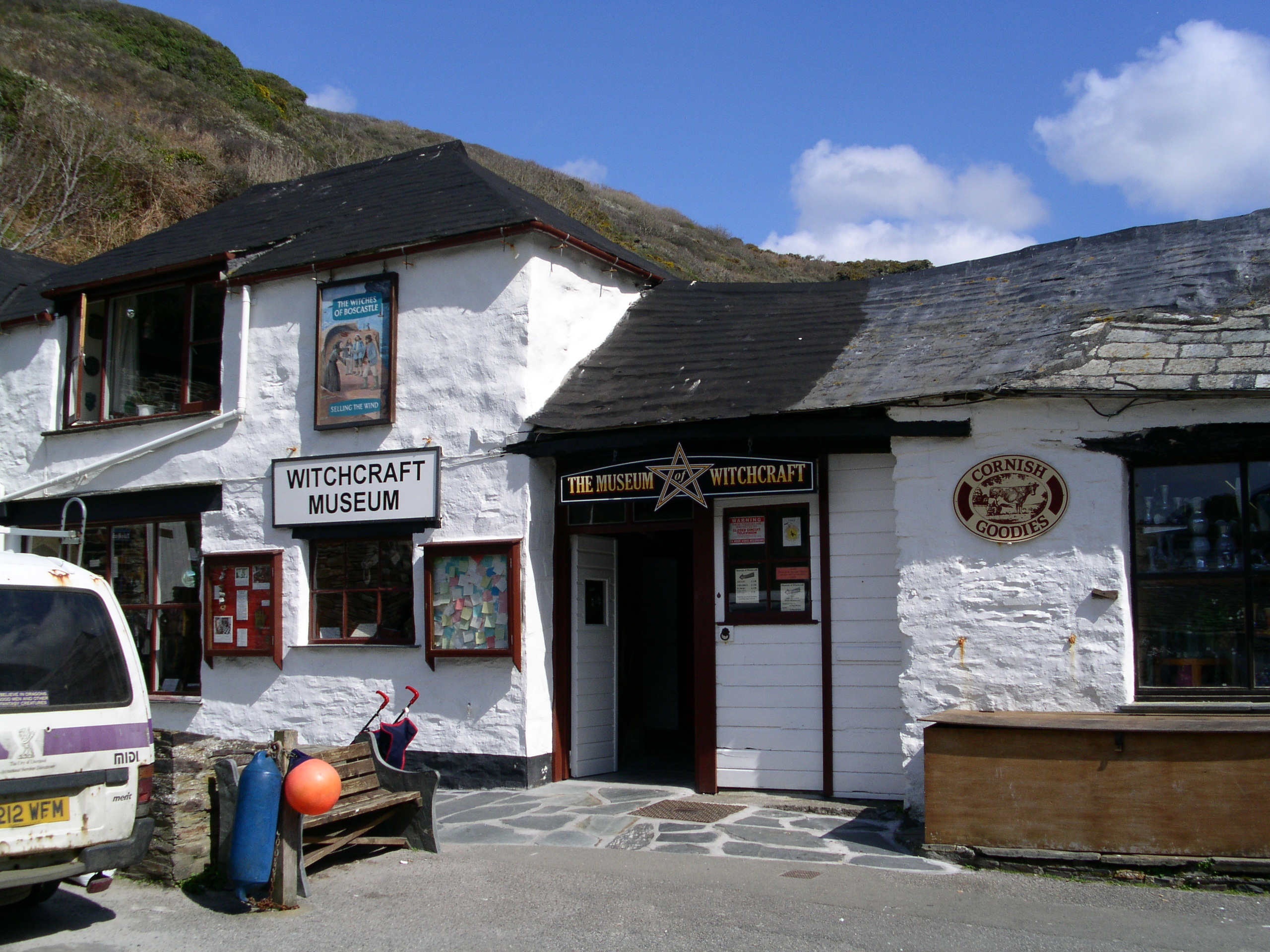
Museumsgebäude in Boscastle (2004)

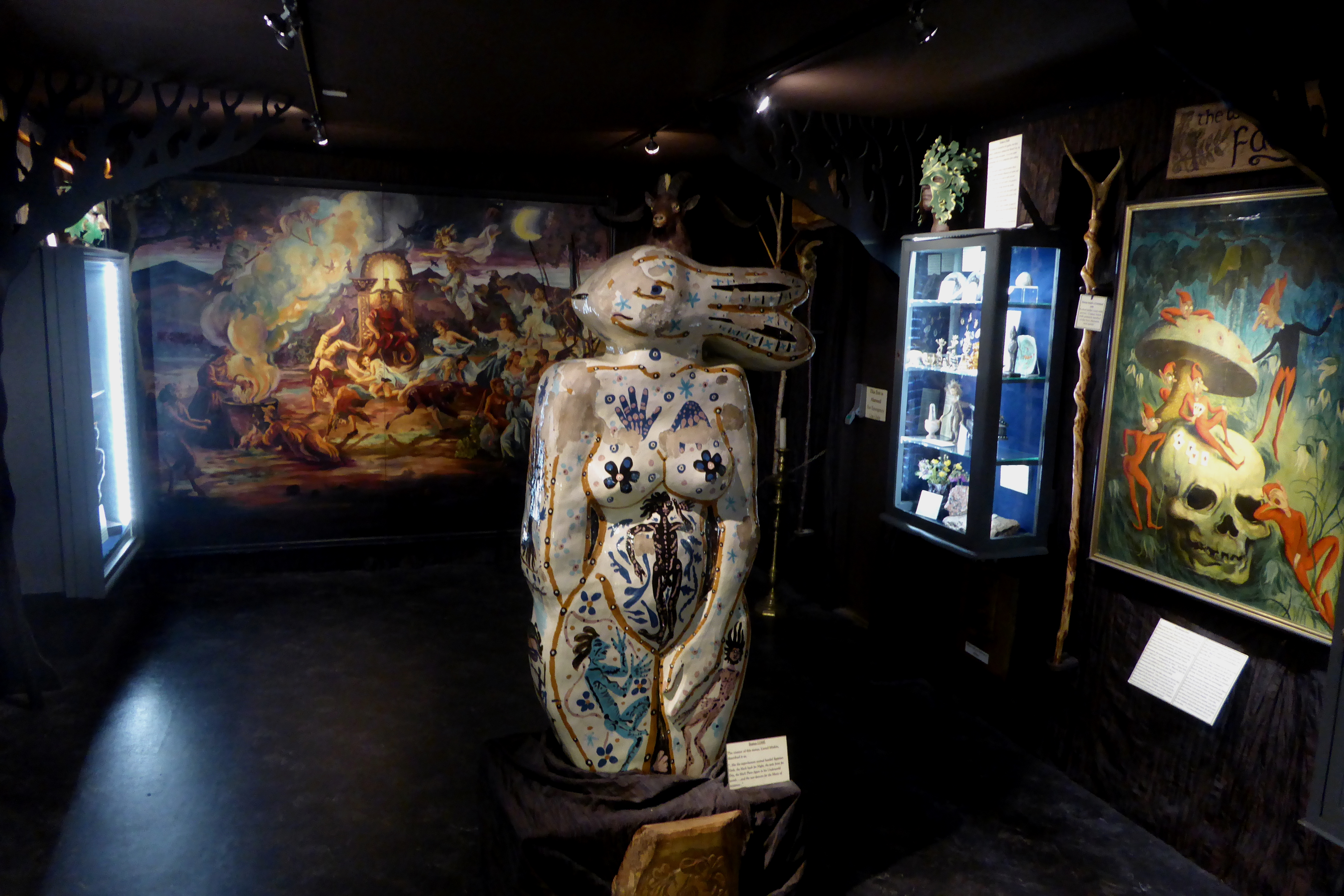
Ausstellung im oberen Stockwerk (2019)

Das Museum of Witchcraft and Magic (Museum der Hexerei und Magie), früher Museum of Witchcraft und Museum of British Folklore, ist ein privates britisches Museum in Boscastle, Cornwall.
Ein erstes Museum wurde 1951 von Cecil Williamson (1909–1999), einem einflussreichen Vertreter des Neopaganismus, auf der Isle of Man gegründet, aber von Williamson an seinen Mitstreiter Gerald Gardner 1954 abgegeben. Er gründete im gleichen Jahr in Windsor ein neues Museum, das 1960 an seinen heutigen Standort kam. Es präsentiert Kultgegenstände und Artefakte sowie Bücher und Dokumente mit Bezug zu europäischer Volksmagie, Hexerei, Wicca und okkulten Praktiken, darunter Ritualgegenstände von Aleister Crowley und Gerald Gardner. Laut der Encyclopedia of Witches, Witchcraft and Wicca ist es die „weltweit größte Sammlung“ dieser Art. Es ist eine Touristenattraktion in Cornwall und gilt als „Pilgerstätte“ von Anhängern der britischen Wicca-Traditionen.